# Worcestershire
Worcestershire (kiejtése: /ˈwʊstəʃə/ vagy /ˈwʊstəʃɪər/;  hallgat) Anglia egyik nem-nagyvárosi és ceremoniális megyéje a West Midlands régióban. Északnyugatról Shropshire, északról Staffordshire, északkeletről West Midlands, keletről Warwickshire, délről Gloucestershire, nyugatról pedig Herefordshire megyékkel határos. Közigazgatási székhelye Worcester.
A nem-nagyvárosi és ceremoniális megye határai megegyeznek.
Lakossága 2014-ben 566 500 fő volt.

## Története
Worcestershire területe a 7. században került Mercia angolszász királyságához, majd 927-ben az egyesült Angol Királysághoz. Utolsó angolszász seriffje Cyneweard volt, akit a normann hódítás után már Urse d'Abetot váltott; ő építtette Worcester várát és az egyház sok birtokát elkobozta. 1265-ben a második báróháborúban itt esett el Simon de Montfort az eveshami csatában. Worcestershire-ben zajlott az angol polgárháború egyik első nagyobb ütközete (1642-ben a Powick Bridge-i csata) és 1651-ben a worcesteri csata, amely gyakorlatilag lezárta a háborút.
A középkorban a megye gazdasága a mezőgazdaságon túl jórészt a gyapjúkereskedelmen alapult. Területének jelentős részét királyi vadaskertek számára foglalták le. Az ipari forradalom idején Worcester a kesztyűgyártásáról volt híres, Kidderminsterben főleg szőnyeget, Redditchben pedig tűt, rugót és horgot gyártottak. Droitwich Spa már a római idők óta ismert volt sóbányájáról. A megyében adják ki az 1690-ben alapított a Berrow's Worcester Journal-t, amely a szerkesztőség állítása szerint a világ legrégibb folyamatosan kiadott újságja.
1974-ben a megyét egybeolvasztották a szomszédos Herefordshire-ral és létrejött a mintegy két évtizedig fennálló Hereford and Worcester megye, amelyet a 90-es években megszüntettek, és 1998-ban Worcestershire visszakapta önállóságát.

## Földrajza
Worcestershire területe 1741 km², amivel 34. a 48 angol ceremoniális megye között. Két jelentősebb folyó folyik át rajta, a Severn és az Avon. Északkeleti része inkább urbanizált és iparosodott, míg a megye többi területe vidékies jellegű. Délen található a vulkanikus és metamorf kőzetekből (helyenként 1,2 milliárd éves is lehet) felépülő Malvern Hills dombvidék, amely áthúzódik Herefordshire-be is. Itt található a megye legmagasabb pontja is, a 425 m magas Worcestershire Beacon.
A megye nagy részét a Severn völgyének alacsony dombsága foglalja el. Északon nagyobb - lombhullató és tűlevelű - erdők is találhatók. 

## Közigazgatás és politika

Worcestershire kerületei

Worcestershire hat kerületre oszlik:
1. Worcester
2. Malvern Hills
3. Wyre Forest
4. Bromsgrove
5. Redditch
6. Wychavon

Worcestershire 6 képviselőt küldhet a parlament alsóházába. A 2015-ös választások után ezek közül valamennyi a Konzervatív Párt jelöltje volt.
A megye 10 ezer főt meghaladó települései: Worcester (98 768 fő), Redditch (84 471 fő), Kidderminster (55 530 fő), Malvern (31 012  fő), Bromsgrove (29 237 fő), Droitwich Spa (22 585 fő), Evesham (22 304 fő), Stourport-on-Severn (22 292 fő).

## Gazdaság
A megye gazdasága 1995 és 2003 között 5 milliárd fontról 7,5 milliárdra nőtt; ezen belül a mezőgazdaság 225 millióról 182 millióra csökkent, az ipar 1,6 milliárdról 1,9 milliárdra növekedett, a szolgáltatások pedig 3,2 milliárdról 5,4 milliárdra bővültek.
Worcestershire hagyományosan híres volt komló- és gyümölcstermesztéséről, több gyümölcsfajta is innen származik, mint a Worcesteri fekete körte (amely a megye zászlaján is megtalálható), a Worcester Pearmain alma vagy a Pearshore szilva. Itt találták fel a Worcester-szószt (vagy Worcestershire-szószt).

## Híres worcestershire-iek
- Stanley Baldwin politikus
- Charles Dance színész
- Edward Elgar zeneszerző
- Philip Henry Gosse természettudós
- Cedric Hardwicke színész
- Geoffrey Hill költő

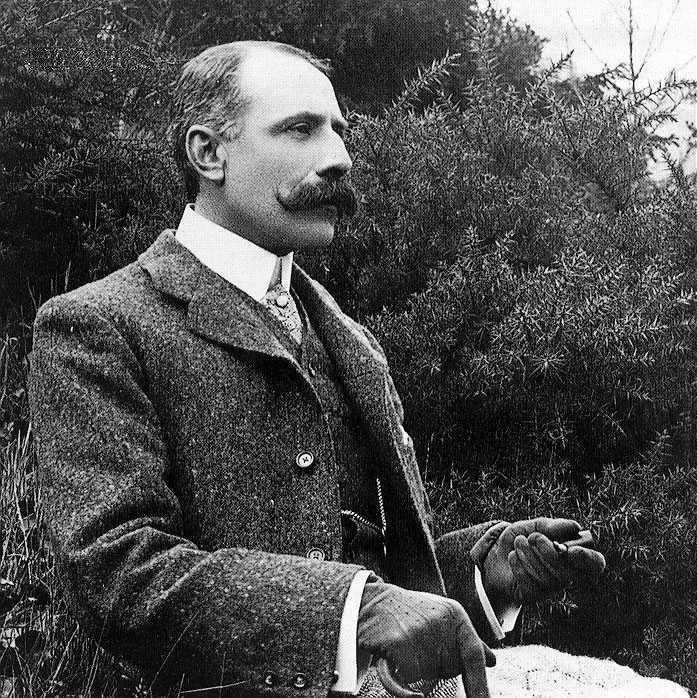
Edward Elgar

- Rowland Hill, a postaszolgálat megreformálója
- A. E. Housman költő
- John Robert Vane Nobel-díjas farmakológus
- Conrad Hal Waddington biológus
- Fay Weldon író
- Harry Styles énekes

## Látnivalók

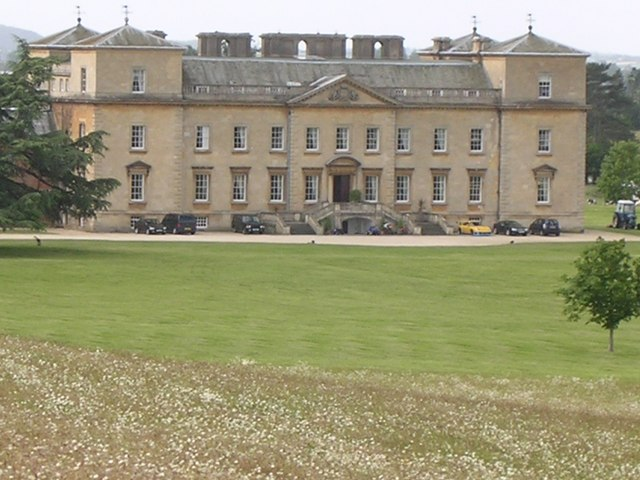
Croome Court
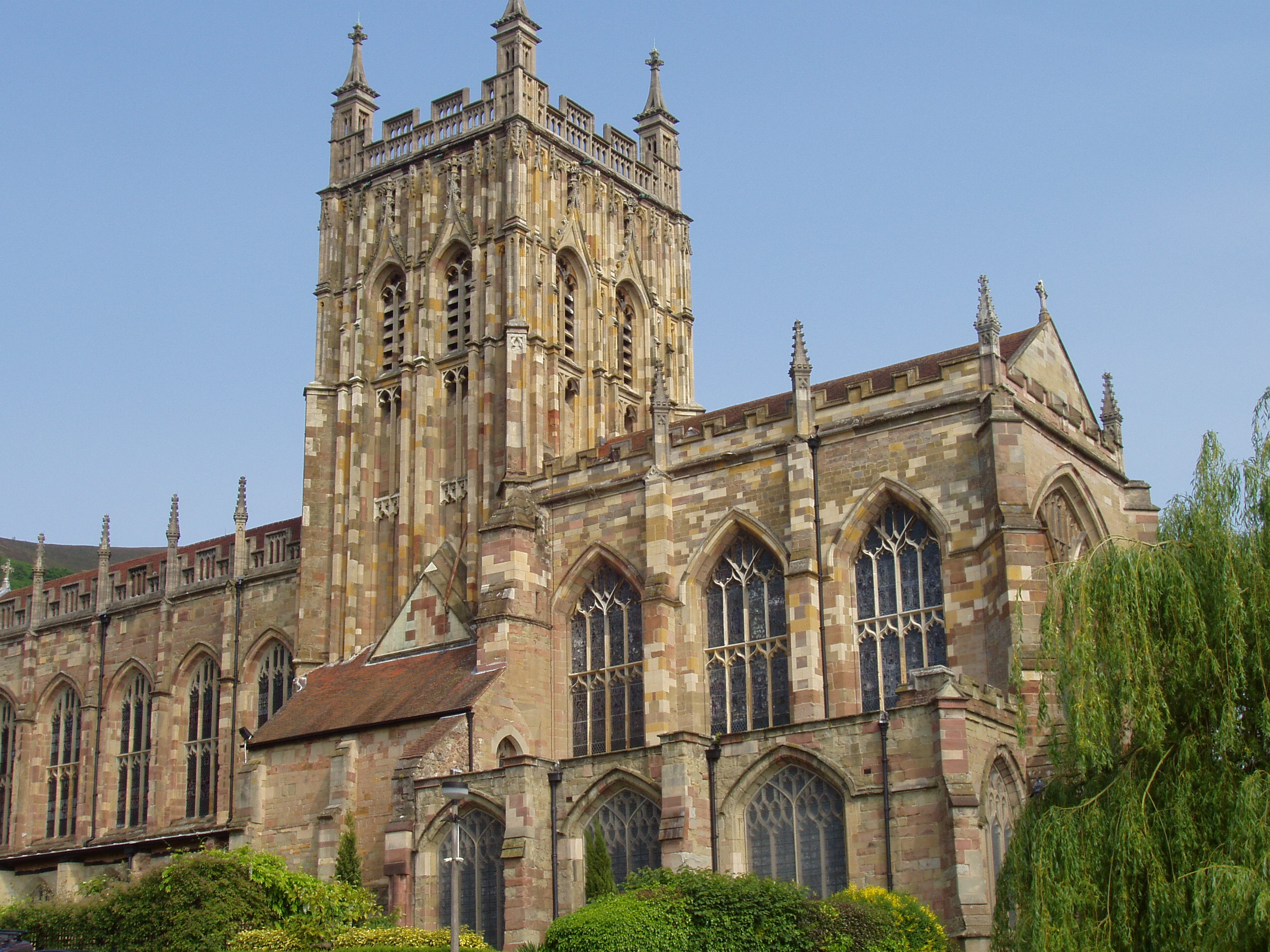
Malverni apátság
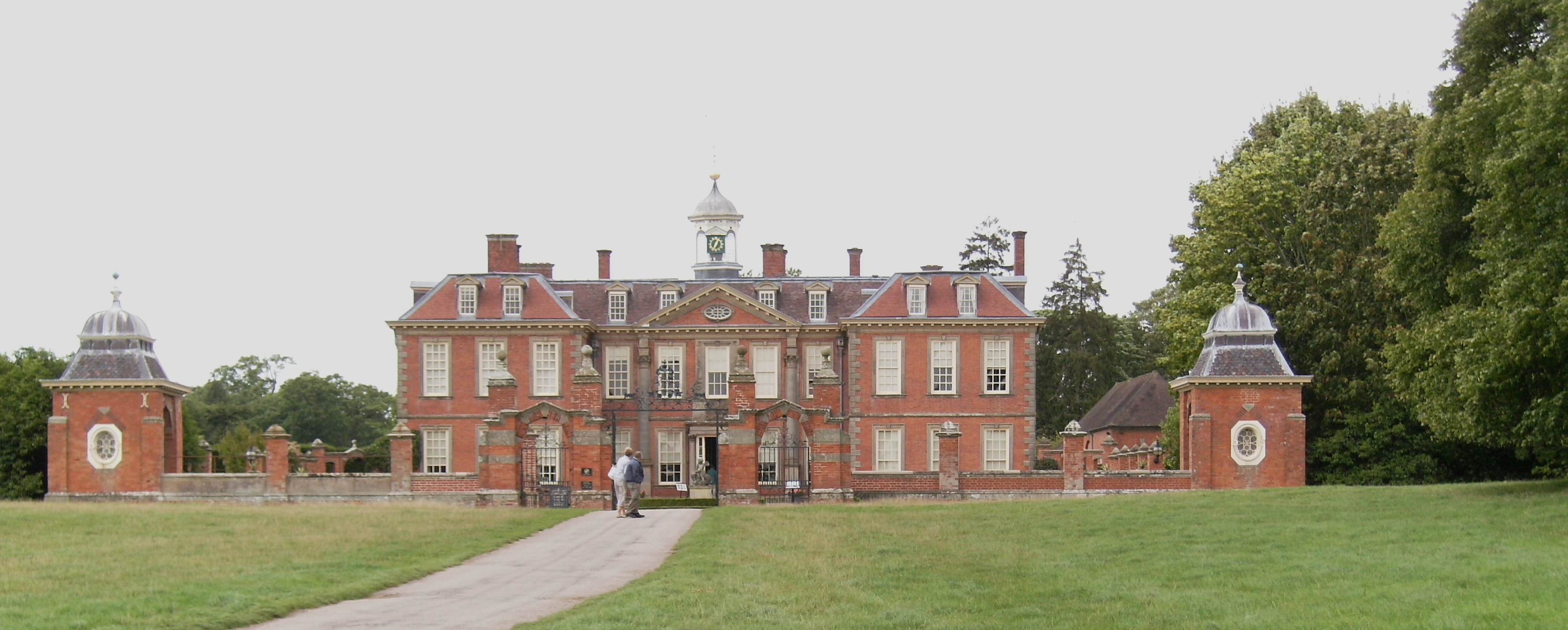
Hanbury Hall
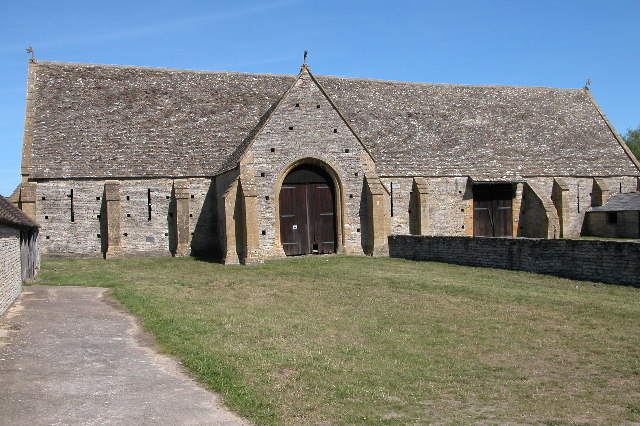
Middle Littletoni 13. századi csűr
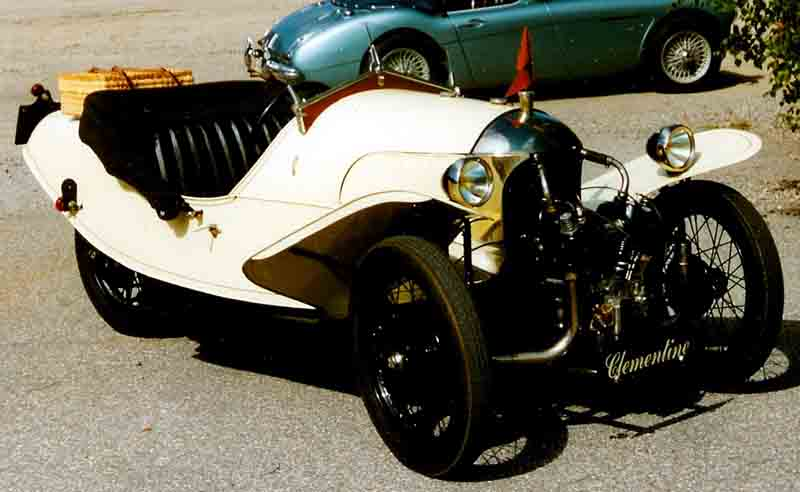
A Morgan Cars autógyár múzeuma
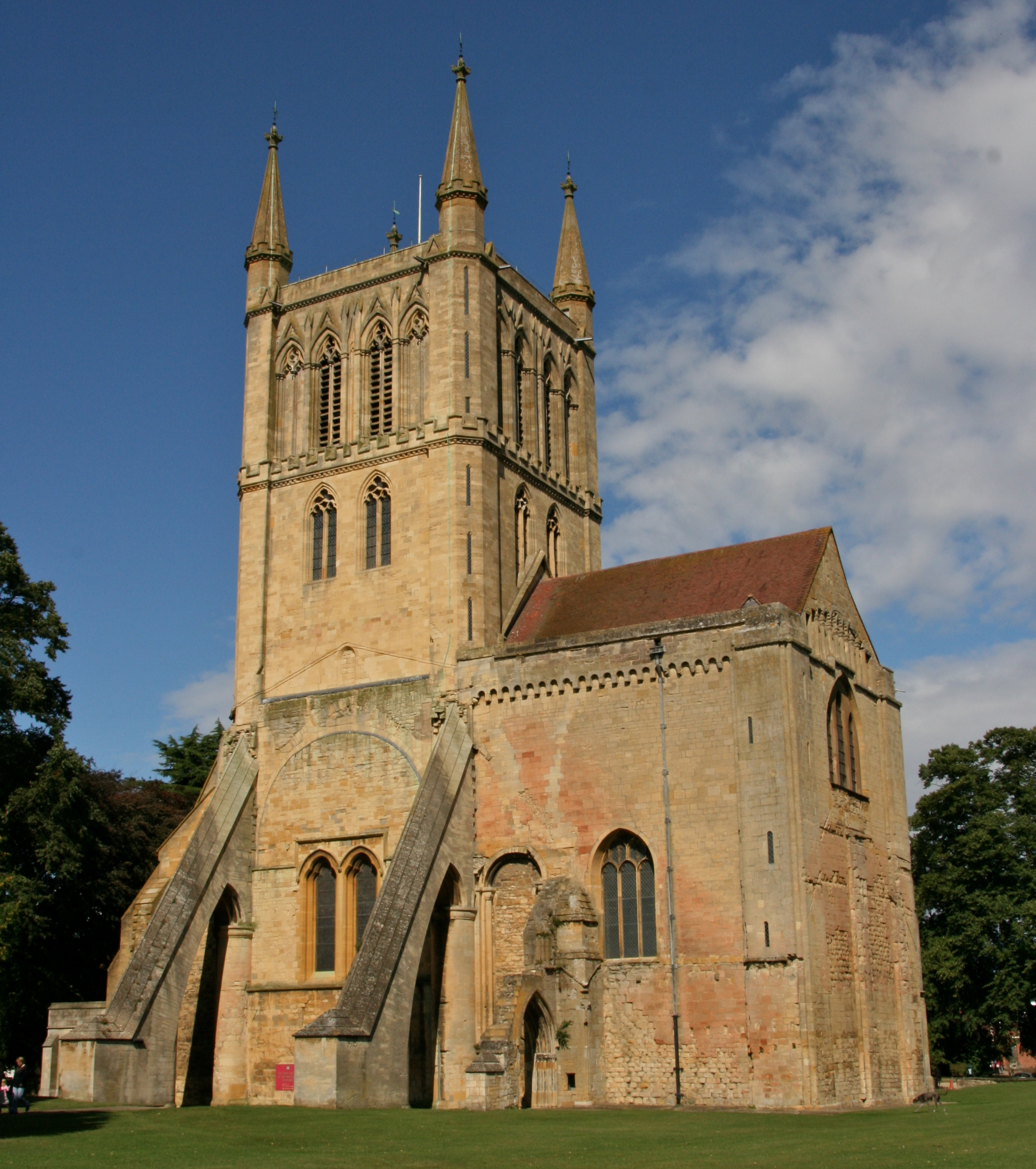
Pershore-i apátság
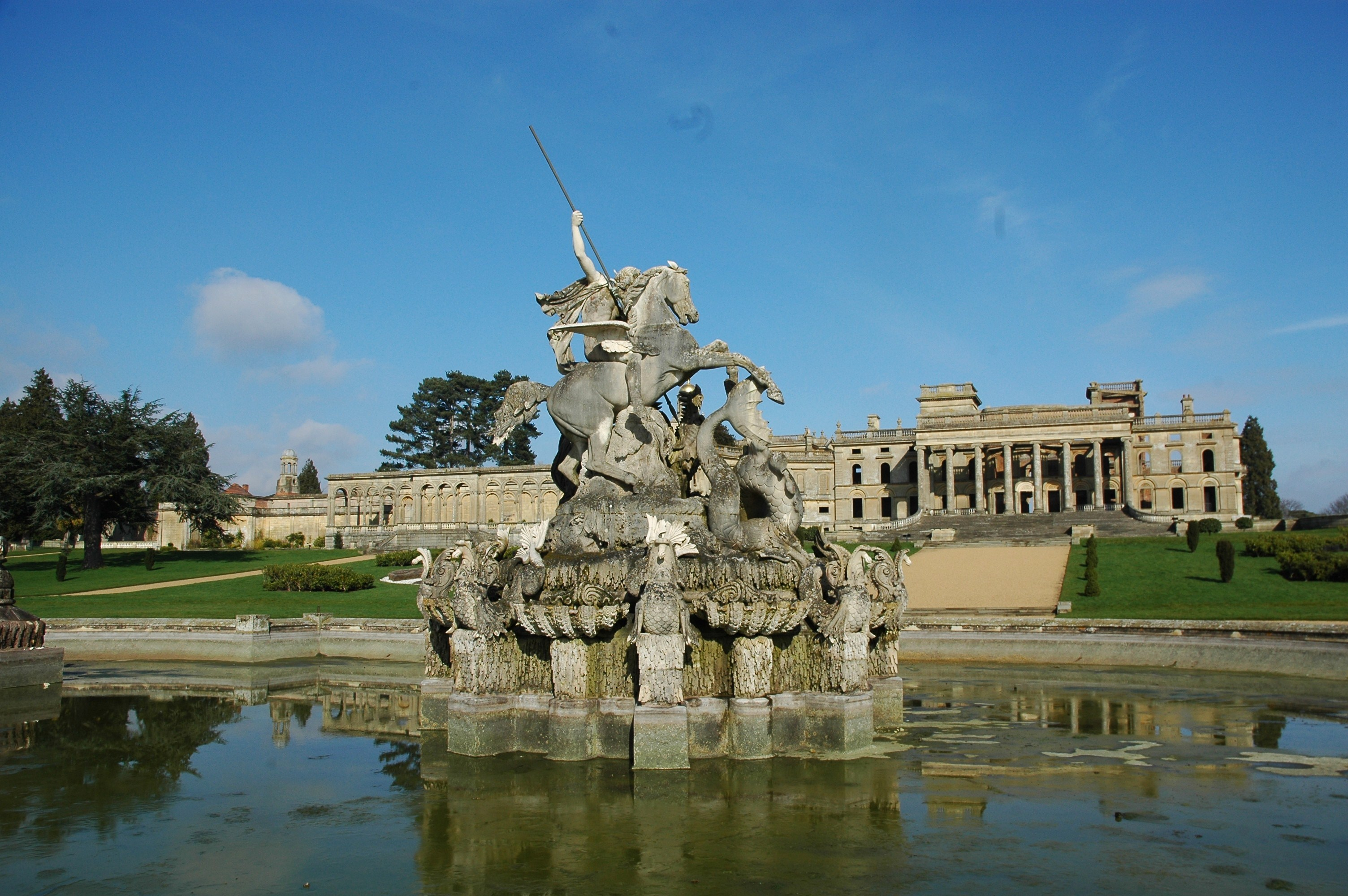
A leégett Witley Court romjai
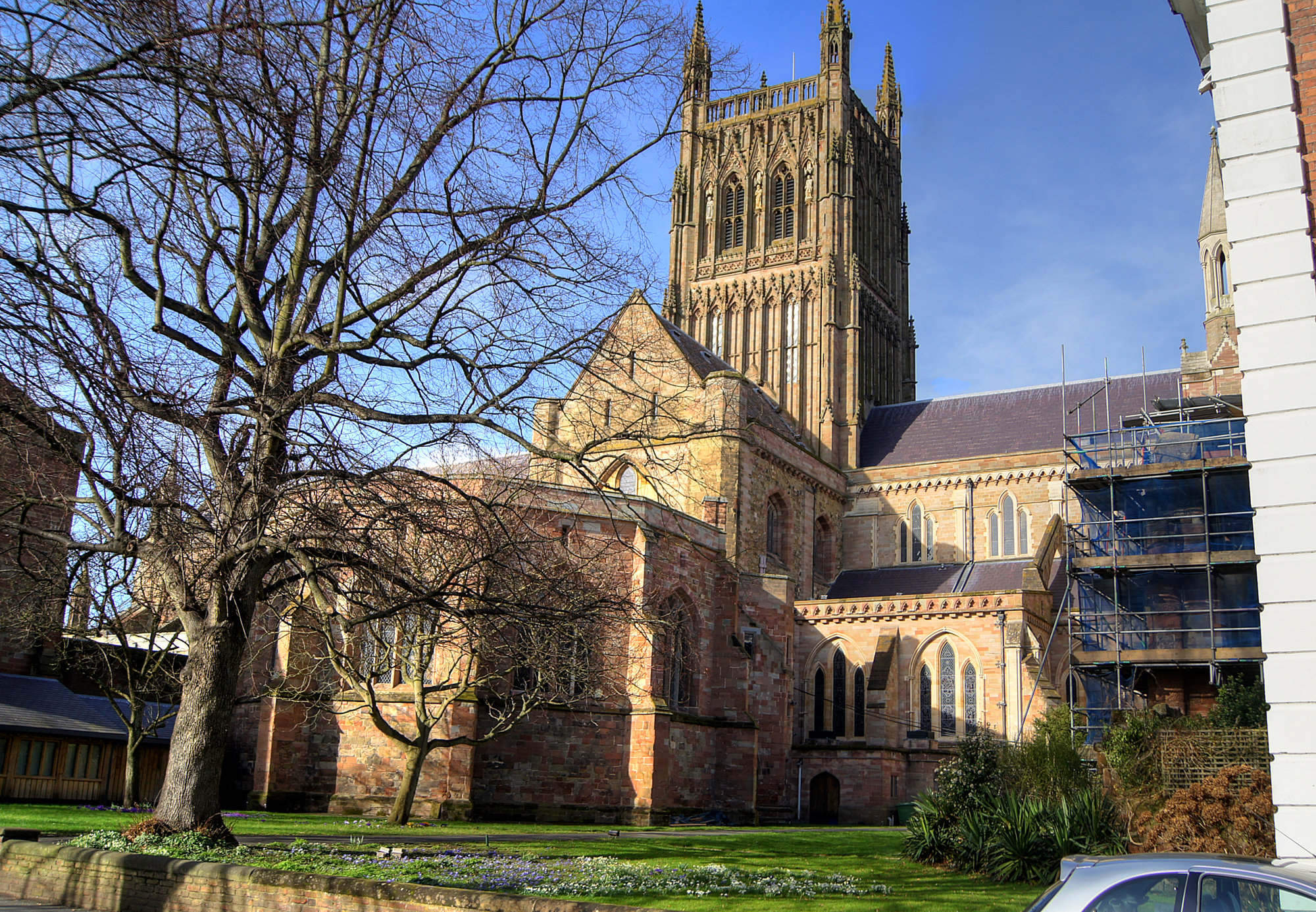
Worcesteri katedrális

## Fordítás
- Ez a szócikk részben vagy egészben  a   Worcestershire című angol Wikipédia-szócikk ezen változatának fordításán alapul.  Az eredeti cikk szerkesztőit annak laptörténete sorolja fel. Ez a jelzés csupán a megfogalmazás eredetét és a szerzői jogokat jelzi, nem szolgál a cikkben szereplő információk forrásmegjelöléseként.